# Malmtjärnen, Värmland
Malmtjärnen är en sjö i Karlskoga kommun i Värmland och ingår i Göta älvs huvudavrinningsområde. Sjön är 11 meter djup, har en yta på 0,026 kvadratkilometer och befinner sig 166 meter över havet.